# Kilmarnock Football Club 2012-2013
Questa voce raccoglie le informazioni riguardanti il Kilmarnock Football Club nelle competizioni ufficiali della stagione 2012-2013.

## Stagione
- In Scottish Premier League il Kilmarnock si classifica al 9º posto (45 punti), dietro all'Aberdeen e davanti agli Hearts.
- In Scottish Cup viene eliminato ai quarti di finale dall'Hibernian (2-4).
- In Scottish League Cup viene eliminato al secondo turno dallo Stenhousemuir (1-2).

## Maglie e sponsor
| Casa | Trasferta |

## Rosa
| N. |                             | Ruolo | Calciatore       |
| -- | --------------------------- | ----- | ---------------- |
| 1  | Scozia (bandiera)           | P     | Cammy Bell       |
| 2  | Paesi Bassi (bandiera)      | D     | Jeroen Tesselaar |
| 3  | Scozia (bandiera)           | D     | Garry Hay        |
| 4  | Scozia (bandiera)           | C     | James Fowler     |
| 5  | Scozia (bandiera)           | D     | Ryan O'Leary     |
| 6  | Inghilterra (bandiera)      | D     | Michael Nelson   |
| 7  | Inghilterra (bandiera)      | C     | Danny Racchi     |
| 8  | Irlanda del Nord (bandiera) | C     | Sammy Clingan    |
| 9  | Francia (bandiera)          | A     | William Gros     |
| 10 | Inghilterra (bandiera)      | C     | James Dayton     |
| 11 | Scozia (bandiera)           | A     | Kris Boyd        |
| 12 | Irlanda (bandiera)          | A     | Cillian Sheridan |
| 14 | Irlanda (bandiera)          | A     | Paul Heffernan   |
| 15 | Spagna (bandiera)           | A     | Borja Pérez      |

| N. |                             | Ruolo | Calciatore        |
| -- | --------------------------- | ----- | ----------------- |
| 17 | Galles (bandiera)           | P     | Kyle Letheren     |
| 19 | Nigeria (bandiera)          | C     | Rabiu Ibrahim     |
| 23 | Irlanda del Nord (bandiera) | D     | Rory McKeown      |
| 24 | Scozia (bandiera)           | A     | Rory McKenzie     |
| 25 | Scozia (bandiera)           | D     | Ross Barbour      |
| 28 | Irlanda del Nord (bandiera) | C     | Jude Winchester   |
| 29 | Italia (bandiera)           | C     | Manuel Pascali    |
| 30 | Scozia (bandiera)           | A     | Chris Johnston    |
| 31 | Scozia (bandiera)           | A     | Ross Davidson     |
| 33 | Scozia (bandiera)           | C     | Matty Kennedy     |
| 36 | Scozia (bandiera)           | C     | Craig Slater      |
| 38 | Scozia (bandiera)           | D     | Mark O'Hara       |
| 53 | Finlandia (bandiera)        | P     | Anssi Jaakkola    |
| 88 | Francia (bandiera)          | D     | Mohamadou Sissoko |